# Forsvunden
Forsvunden er en dansk ungdomsfilm fra 2006 med instruktion og manuskript af Kaspar Munk.

## Handling
Christine slår op med sin kæreste, Martin, lige før de skal af sted på lejrskole. Hun ønsker ikke at deltage, hun ønsker at forsvinde. Mens de er på lejrskolen trækker Christine sig mere og mere ind i sig selv - og væk fra de andre. En uventet voldsom oplevelse i skoven - og dens konsekvenser - hjælper Christine til fuldstændig at ændre sin selvopfattelse.

## Medvirkende
- Marie Søderberg - Christine
- Stine Stengade - Mia, lærerinde
- Frederik Paarup - Martin, ekskæreste
- Benjamin Boe Rasmussen - Thomas, lærer
- Kirstine Rosenkrands Mikkelsen - Karen
- Thomas Bang - Mias mand
- Julie Christiansen - Line
- Oscar McWilliam - Peter
- Fred Salmon - Casper
- Elisabeth von Rosen - Mor